# Amalie Rehm

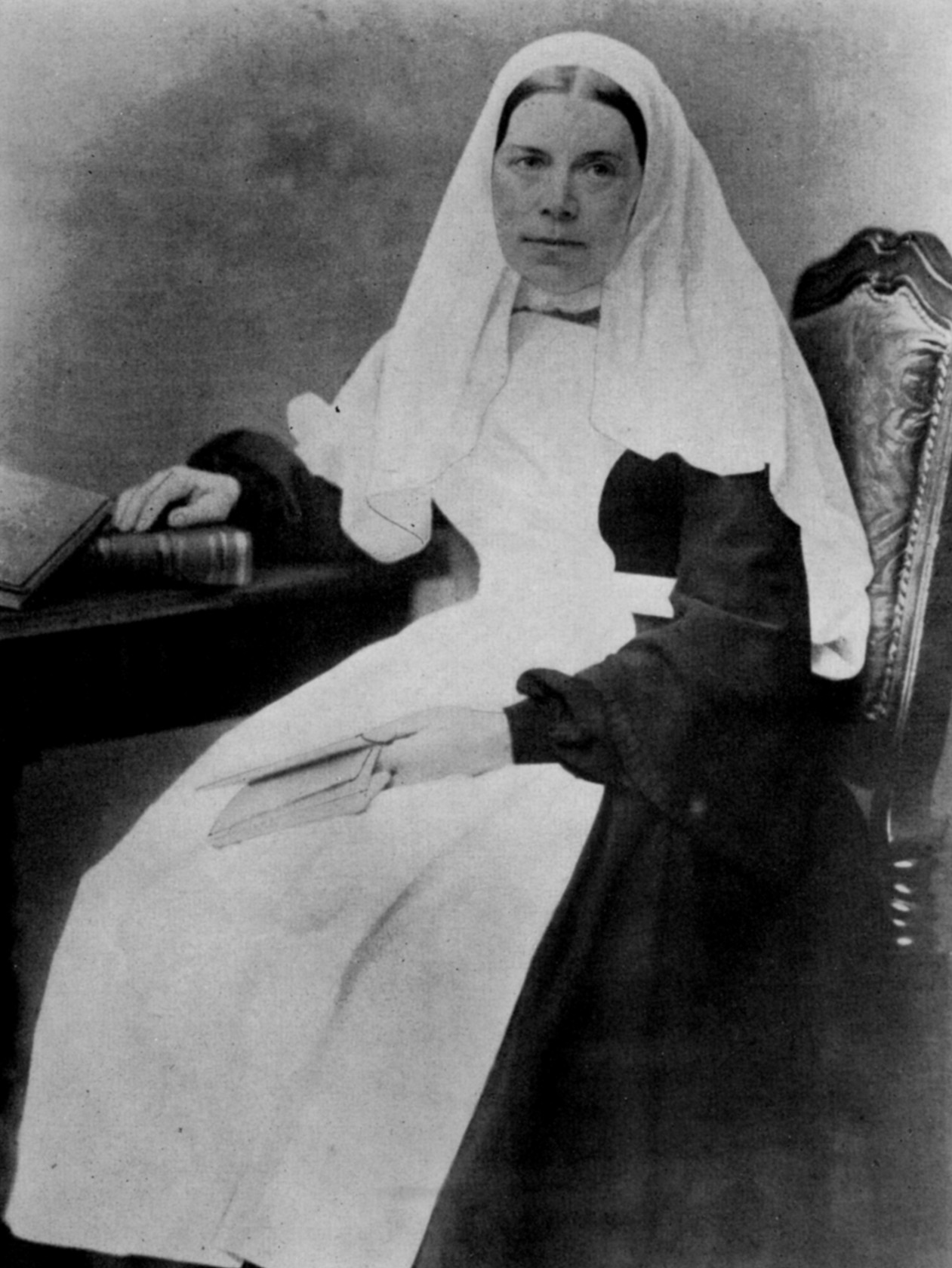
Amalie Rehm

Amalie Eleonore Augusta Rehm (* 5. März 1815 in Steinheim bei Memmingen; † 11. März 1883 in Neuendettelsau) war erste Oberin der Diakonissenanstalt Neuendettelsau. 

## Leben
Amalie Rehm wurde am 5. März 1815 als erste Tochter des Steinheimer Pfarrers Michael Rehm und seiner Frau Elisabetha Zangmeister geboren. Bereits 1816 zog die Familie in die oberschwäbische Stadt Memmingen, wo der Vater zum Diakon von St. Martin berufen wurde und 1823 die erste Pfarrstelle an St. Martin erhielt. Amalie Rehm besuchte die Schule von 1821 bis 1827. Sie zählte stets zu den besten Schülern und wurde häufig mit Buchpreisen ausgezeichnet. Von 1827 bis 1828 besuchte sie die Sonntagsschule mit Unterricht in Lesen, Schreiben, Rechnen und gemeinnützigem Wissen. Am 25. November 1832 starb die Mutter und die 17-jährige Amalie übernahm die Führung des Haushalts und die Erziehung der jüngeren Brüder. Ihre drei Jahre jüngere Schwester half ihr dabei. Dem am 4. Februar 1848 gegründeten Frauenverein zur Beförderung der Kleinkinderbewahranstalt trat sie bei und lernte Caroline Rheineck kennen, die dort arbeitete. 
Bei seinem Besuch in Memmingen traf Amalie Rehm am 14. August 1842 den Missionar der Basler Mission der Erweckungsbewegung, Felician Martin von Zaremba. Sie berichtete später, Zaremba habe in Stadt und Land guten Samen gestreut. Kurze Zeit später gründete Amalie Rehm zusammen mit weiteren fünf unverheirateten Frauen den Verein für christliche weibliche Erziehung in den Heidenländern mit dem Ziel, Geld für die Basler Mission zu sammeln. Durch F. W. Semm und Caroline Rheineck wurde Amalie auf Wilhelm Löhe aufmerksam. Amalie Rehm begleitete Caroline Rheineck bei ihrem zweiten Besuch im November 1853 nach Neuendettelsau, wo Wilhelm Löhe die erste Diakonissenanstalt in Bayern gründete. Er lud die beiden ein, beim Aufbau der Anstalt zu helfen. Ihr Vater war damit einverstanden und so trat sie dort ein. Der 27. Februar 1854 war der Stiftungstag des Vereins für weibliche Diakonie, nur zwei Tage darauf wurden Caroline Rheineck, Helene von Meyer aus Nürnberg und Amalie Rehm Vorsteherinnen des Diakonissenhauses. Der Memminger Bürgermeister und der Memminger Frauenkreis versuchten vergeblich, Caroline und Amalie an Memmingen zu binden. Vielmehr wurde am 17. März 1854 von Caroline Rheineck Amalie Rehm zur Vorsteherin ernannt, am 9. Mai 1854 begann die Erziehungsanstalt mit ihrer Arbeit. Aufgrund der räumlichen Enge, die Diakonissenanstalt befand sich im ersten Stock des Gasthauses Zur Sonne, drängten die Vorsteherinnen auf einen Neubau. Am 23. Juni 1854 nahm Amalie Rehm an der Grundsteinlegung teil. Nachdem Caroline Rheineck am 21. August 1855 verstorben war, wurde Amalie Rehm  erste Vorsteherin. Luise von Unold unterstützte sie als zweite Vorsteherin, während Helene von Meyer für die Hausarbeit zuständig war. Letztere schied auf eigenen Wunsch aus der Vorstandschaft aus. Die Mitschwestern äußerten den Wunsch, Amalie Rehm als Oberin zu weihen. Am 2. Februar 1858 wurde Amalie von Wilhelm Löhe feierlich gesegnet und zur Oberin der Diakonissenanstalt ernannt. Im Anschluss daran wurden die Aufgaben von Rektor, Konrektor, Oberin, Lehrschwester und anderen neu geregelt. Amalie Rehm als Oberin sollte sich vor allem um die inneren Angelegenheiten der Diakonissenanstalt kümmern. Die Beaufsichtigung der angeschlossenen Anstalten gehörte ebenfalls zu ihrem Aufgabenbereich. Sie musste  die Bücher führen, das Haus vor Gericht vertreten und den Unterricht erteilen. 
In München bereitete sie zusammen mit Pfarrer Löhe im März 1867 die Gründung einer neuen Station der Neuendettelsauer Diakonissen vor. Im Anschluss daran besuchte sie den bayerischen Ministerpräsidenten Chlodwig zu Hohenlohe-Schillingsfürst und die Mutter König Ludwigs II. Marie von Preußen. Als der Gründer Wilhelm Löhe starb, kam es in Neuendettelsau zu einer Neuwahl des Rektors, an der alle Schwestern teilnehmen durften. Gewählt wurde Friedrich Meyer. 
Wegen eines Asthmaleidens fiel Amalie Rehm die Arbeit immer schwerer, weshalb sie auf mehrere Kuraufenthalte angewiesen war. Am 21. Februar 1883 konnte sie aufgrund von Geschwülsten an den Füßen nicht aufstehen und verstarb am 11. März 1883 in Gegenwart des Rektors und dreier Schwestern. Vier Tage später bestattete man Amalie Rehm auf dem Neuendettelsauer Friedhof, wo ihr Grab noch erhalten ist.